# Revati
Prema hinduističkoj mitologiji, Revati (रेवती) kći je kralja Kakudmija te supruga Balarame (बलराम), brata boga Krišne. Spomenuta u spjevu Mahabharati, kao i u Bhagavati Purani i Vishnu Purani, Revati je štovana kao božica (devi).
Revati i njezin otac otišli su u Brahmaloku, svijet Brahme, boga stvoritelja jer je otac htio pronaći najboljeg muža kćeri, nadajući se da će Brahma pomoći. Kad su Revati i Kakudmi stigli, morali su čekati da gandharve završe svirku pred Brahmom, a nakon izvedbe, Kakudmi se naklonio i Brahmi pokazao popis kandidata za zeta, na što se Brahma glasno nasmijao, objasnivši da vrijeme teče različito na različitim svjetovima, što znači da su svi kandidati (na Zemlji) odavno umrli. Brahma je predložio da se Revati uda za Balaramu, čiji je brat avatar boga Višnua.
Nakon što su se otac i kći vratili na Zemlju, bili su zaprepašteni promjenama krajolika, kao i duhovnim propadanjem čovječanstva. Revati se udala za Balaramu, kojem je rodila sinove Nisathu i Ulmuku te kćer Vatsalu. Nakon suprugove smrti, Revati je postala sati.